# Camaridium quercicola
Camaridium quercicola är en orkidéart som beskrevs av Rudolf Schlechter. Camaridium quercicola ingår i släktet Camaridium och familjen orkidéer.
Artens utbredningsområde är Colombia. Inga underarter finns listade i Catalogue of Life.